# Guingamp
Guingamp je francouzská obec v departementu Côtes-d'Armor v regionu Bretaň. V roce 2010 zde žilo 7 280 obyvatel. Je centrem arrondissementu Guingamp.

## Vývoj počtu obyvatel
Počet obyvatel 